# Parlement van de Duitstalige Gemeenschap

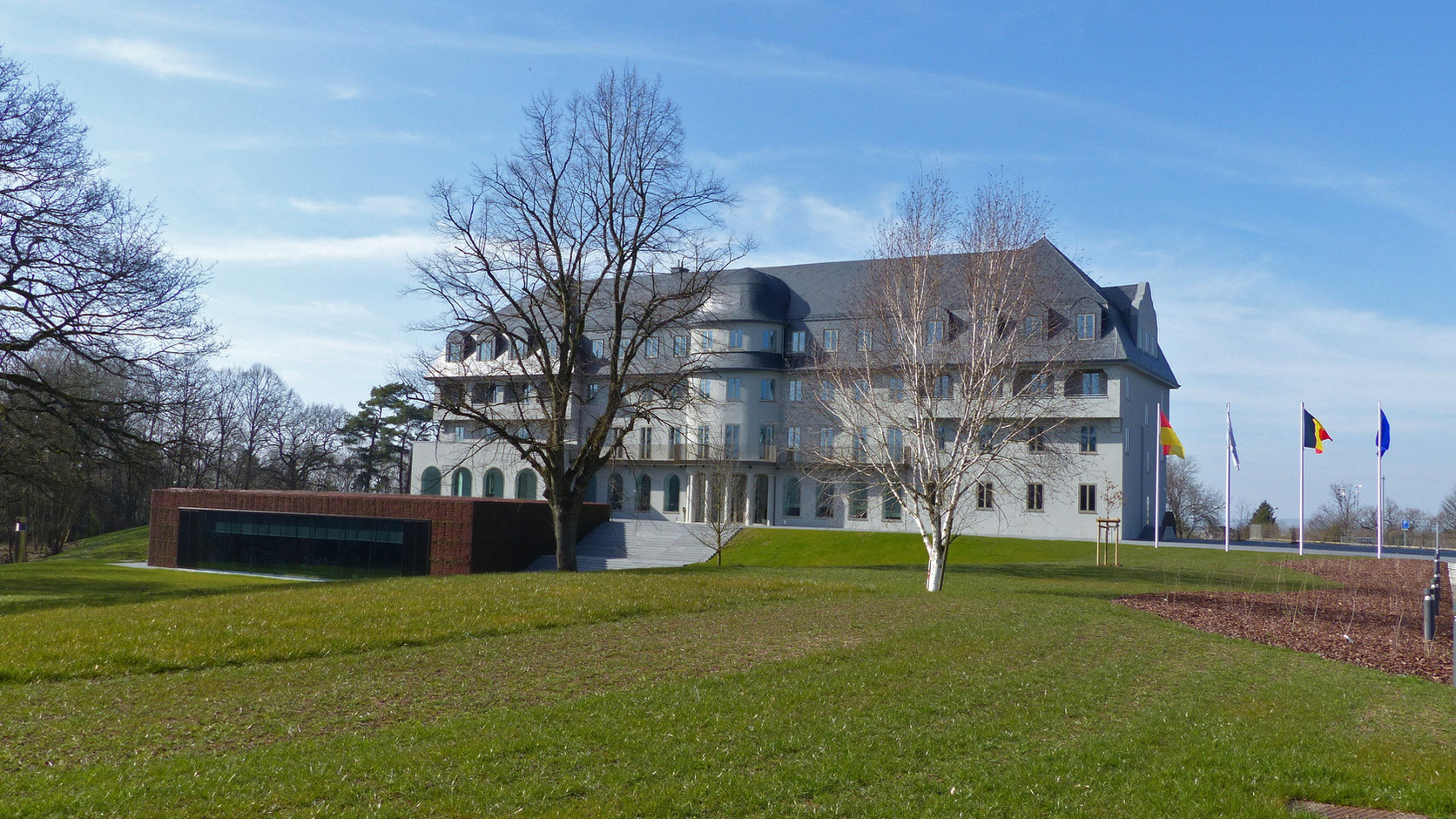
Parlement van de Duitstalige Gemeenschap, in Eupen

Het Parlement van de Duitstalige Gemeenschap is de volksvertegenwoordiging van de Duitstalige Gemeenschap in België en zetelt in Eupen. 
Het parlement telt 25 leden en wordt iedere vijf jaar, tegelijk met de verkiezingen voor het Europees Parlement gekozen. 

## Geschiedenis
Sinds 1973 beschikt de Duitstalige Gemeenschap over een eigen parlement, maar heette toen nog Rat der deutschen Kulturgemeinschaft (RdK, Raad van de Duitse Cultuurgemeenschap) en had slechts zeer beperkte bevoegdheden. Deze raad werd opgericht bij wet van 10 juli 1973 en had zijn openingszitting op 23 oktober 1973. De eerste leden waren nog niet rechtstreeks verkozen; de zetelverdeling werd afgeleid van de verkiezingsuitslag voor het nationale parlement. Een half jaar later, op 10 maart 1974, vonden de eerste rechtstreekse verkiezingen plaats. In tegenstelling tot die van de Nederlandse en Franse cultuurgemeenschap, had de Raad van de Duitse Cultuurgemeenschap geen decreterende bevoegdheid (met kracht van wet) maar wel adviserende en reglementerende bevoegdheid (hiërarchisch ondergeschikt).
Bij wet van 31 december 1983 tot hervorming der instellingen voor de Duitstalige Gemeenschap, kreeg de gemeenschap meer autonomie en werd de naam veranderd in Rat der Deutschsprachigen Gemeinschaft (Raad van de Duitstalige Gemeenschap). In 2004 kreeg het zijn huidige benaming "parlement".
Sinds oktober 2013 zetelt het parlement in het Parlementsgebouw van de Duitstalige Gemeenschap, daarvoor zetelde men in Huis Kaperberg 8.
In 2020 werd naar aanleiding van de coronacrisis een bijzondere coronacommissie opgericht. Eerder deden ook het Vlaams Parlement, de Kamer, Het Brusselse en het Waalse Parlement dat. De commissie telde negen leden en kwam op 4 september 2020 voor de eerste keer samen. Ook de bevolking werd opgeroepen om haar inbreng te doen.

## Bevoegdheden
Het parlement heeft een drietal bevoegdheden:
- Het controleren van de regering.
- Goedkeuren van decreten (wetten) voor de Duitstalige Gemeenschap.
- Goedkeuren van de begroting.

De Duitstalige Gemeenschap mag van de Belgische Grondwet over de volgende beleidsterreinen besluiten:
- Culturele aangelegenheden
- Persoonsgebonden aangelegenheden (familie, gezondheid, sociale aangelegenheden)
- Onderwijsaangelegenheden, weliswaar met de volgende uitzonderingen:
  - het bepalen van het begin en het einde van de leerplicht
  - de minimale voorwaarden voor het uitreiken van de schooldiploma’s
  - de pensioenregeling voor het personeel in de onderwijssector
- Samenwerking tussen de gemeenschappen en internationale samenwerking, inclusief het recht om verdragen af te sluiten met betrekking tot al haar bevoegdheden
- Het taalgebruik in het onderwijs

Het Waals Parlement heeft (per artikel 139 van de Belgische Grondwet) in de loop der jaren de volgende (gewestelijke) bevoegdheden overgedragen:
- 1994
  - Bescherming van monumenten en landschappen
- 2000
  - Tewerkstelling (arbeidsmarktbeleid)
- Bij decreet van 27 mei 2004 en met ingang van 1 januari 2005
  - De kerkfabrieken;
  - De begrafenissen;
  - De gemeentefinanciering;
  - Administratief toezicht op de gemeenten en meergemeentelijke politiezones;
  - De gesubsidieerde werken;
- Bij decreet van 28 april 2014 en met ingang van 1 januari 2015 werd het volgende aan het decreet van 27 mei 2004 toegevoegd
  - De samenstelling, de organisatie, de bevoegdheid en de werking van de gemeentelijke instellingen;
  - De verkiezing van de gemeentelijke en binnengemeentelijke organen, inclusief de controle van de verkiezingsuitgaven;
  - De tuchtregeling van burgemeesters;
  - De gemeenteverenigingen met een doel van publiek nut, die enkel bestaan uit Duitstalige gemeenten;
  - De voorwaarden en de wijze waaronder de binnengemeentelijke organen, bedoeld in artikel 41 van de Grondwet (zoals de districten van Antwerpen), kunnen worden opgericht.
- 2019
  - Huisvesting
  - Ruimtelijke ordening
  - Delen van het energiebeleid

## Samenstelling
Sinds de oprichting in 1973 telt de raad of het parlement 25 verkozen leden.
Naast de vaste verkozen leden, zijn er van rechtswege ook leden met raadgevende stem. Dit zijn de rechtstreeks verkozen leden van de andere parlementen en raden die in het Duits taalgebied wonen en hun eed (uitsluitend of in de eerste plaats) in het Duits hebben afgelegd. Met name:
- De Duitstalige leden van de provincieraad van Luik
- De Duitstalige leden van het Waals Parlement
- De Duitstalige leden van de Kamer van volksvertegenwoordigers
- eventuele Duitstalige leden van de Senaat
  - Althans tussen de gecoöpteerd senatoren; de Duitstalige deelstaatsenator is reeds vast lid van het Parlement van de Duitstalige Gemeenschap
  - Tot 2014 was er een rechtstreeks verkozen Duitstalig senator dat dus hier raadgevend lid was
- Het Duitstalig lid van het Europees Parlement (zie Duitstalig kiescollege)

### Verkiezing en legislaturen
De leden worden rechtstreeks verkozen in één kieskring bestaande uit de kantons Eupen en Sankt Vith.
Tot 1984 was de verkiezing automatisch op dezelfde dag als de nationale verkiezing, dus kon dit ook vervroegd zijn. Sinds 1999 valt de verkiezing elke vijf jaar, samen met de andere regionale verkiezingen (en de Europese).
De volgende tabel bevat alle verkiezingen en de daaruitvolgende legislatuurperiodes en de regering die tijdens die legislatuur regeerde.
| Verkiezing                                            | Legislatuur               | Regering             |
| ----------------------------------------------------- | ------------------------- | -------------------- |
| Raad van de Duitse Cultuurgemeenschap (1973-1984)     |                           |                      |
| onrechtstreeks                                        | 1973-1974 (samenstelling) | N.v.t.               |
| 10 maart 1974                                         | 1974-1977 (samenstelling) | N.v.t.               |
| 17 april 1977                                         | 1977-1978 (samenstelling) | N.v.t.               |
| 17 december 1978                                      | 1978-1981 (samenstelling) | N.v.t.               |
| 8 november 1981                                       | 1981- (samenstelling)     | N.v.t.               |
| Raad van de Duitstalige Gemeenschap (1984-2004)       |                           |                      |
|                                                       | -1986 (samenstelling)     | Fagnoul (vanaf 1984) |
| 26 oktober 1986                                       | 1986-1990 (samenstelling) | Maraite I            |
| 28 oktober 1990                                       | 1990-1995 (samenstelling) | Maraite II           |
| 21 mei 1995                                           | 1995-1999 (samenstelling) | Maraite III          |
| 13 juni 1999                                          | 1999-2004 (samenstelling) | Lambertz I           |
| Parlement van de Duitstalige Gemeenschap (2004-heden) |                           |                      |
| 13 juni 2004                                          | 2004-2009 (samenstelling) | Lambertz II          |
| 7 juni 2009                                           | 2009-2014 (samenstelling) | Lambertz III         |
| 25 mei 2014                                           | 2014-2019 (samenstelling) | Paasch I             |
| 26 mei 2019                                           | 2019-2024 (samenstelling) | Paasch II            |
| 9 juni 2024                                           | 2024-2029 (samenstelling) | Paasch III           |

### Zetelverdeling
De samenstelling naar partijen (na verkiezing en dus bij aanvang van de legislatuur) is als volgt:
| Partij | Partij | 1973-1974 | 1974-1977 | 1977-1978 | 1978-1981 | 1981-1986 | 1986-1990 | 1990-1995 | 1995-1999 | 1999-2004 | 2004-2009 | 2009-2014 | 2014-2019 | 2019-2024 | 2024-2029 |
| ------ | ------ | --------- | --------- | --------- | --------- | --------- | --------- | --------- | --------- | --------- | --------- | --------- | --------- | --------- | --------- |
|        | ProDG  | 3         | 6         | 7         | 7         | 7         | 5         | 4         | 3         | 3         | 3         | 4         | 6         | 6         | 8         |
|        | CSP    | 13        | 12        | 10        | 11        | 9         | 10        | 8         | 10        | 9         | 8         | 7         | 7         | 6         | 5         |
|        | SP     | 3         | 3         | 3         | 3         | 3         | 3         | 4         | 4         | 4         | 5         | 5         | 4         | 4         | 3         |
|        | Vivant | -         | -         | -         | -         | -         | -         | -         | -         | -         | 2         | 2         | 2         | 3         | 4         |
|        | Ecolo  | -         | -         | -         | -         | -         | 1         | 4         | 3         | 3         | 2         | 3         | 2         | 3         | 2         |
|        | PFF    | 6         | 4         | 5         | 4         | 6         | 5         | 5         | 5         | 6         | 5         | 4         | 4         | 3         | 3         |
|        | SEP    | -         | -         | -         | -         | -         | 1         | -         | -         | -         | -         | -         | -         | -         | -         |

## Voorzitters
Hieronder volgt een lijst van voorzitters van het Parlement van de Duitstalige Gemeenschap.
| Nr.  | Naam | Naam                    | Partij | Partij | Ambtsperiode                       |
| ---- | ---- | ----------------------- | ------ | ------ | ---------------------------------- |
| 1    |      | Johann Weynand          |        | CSP    | 13 oktober 1973 - 31 december 1976 |
| 2    |      | Albert Gehlen           |        | CSP    | 14 januari 1977 - 8 november 1981  |
| 3    |      | Manfred Betsch          |        | CSP    | 1 december 1981 - 27 januari 1985  |
| 4    |      | Kurt Ortmann            |        | CSP    | 11 februari 1985 - 28 oktober 1990 |
| 5    |      | Mathieu Grosch          |        | CSP    | 13 november 1990 - 1 augustus 1994 |
| 6    |      | Manfred Schunck         |        | CSP    | 20 september 1994 - 13 juni 1999   |
| 7    |      | Alfred Evers            |        | PFF    | 6 juli 1999 - 13 juni 2004         |
| 8    |      | Louis Siquet            |        | SP     | 6 juli 2004 - 1 februari 2010      |
| 9    |      | Ferdel Schröder         |        | PFF    | 1 februari 2010 - 3 januari 2013   |
| 10   |      | Alexander Miesen        |        | PFF    | 21 januari 2013 - 25 mei 2014      |
| 11   |      | Karl-Heinz Lambertz     |        | SP     | 26 juni 2014 - 19 september 2016   |
| (10) |      | Alexander Miesen        |        | PFF    | 19 september 2016 - 17 juni 2019   |
| (11) |      | Karl-Heinz Lambertz     |        | SP     | 17 juni 2019 - 30 januari 2023     |
| 12   |      | Charles Servaty         |        | SP     | 30 januari 2023 - 9 juni 2024      |
| 13   |      | Patricia Creutz-Vilvoye |        | CSP    | 1 juli 2024 - heden                |

## Commissies
Het parlement heeft, zoals elk parlement, enkele commissies voor het wetgevende werk rond bepaalde thema's. Een commissie (Ausschuss) telt negen leden.
Daarnaast mag het parlement ook onderzoekscommissies oprichten.